# Dernier Métro (chanson)
Pour l’article homonyme, voir Dernier Métro.
Singles par Kendji Girac
Habibi
(2020) Évidemment
(2020)
Singles par Gims
10/10
(2020) Yolo
(2020)
Dernier Métro est une chanson du chanteur français Kendji Girac en collaboration avec le chanteur congolais Gims, parue sur le quatrième album de Kendji Girac Mi vida. Elle est écrite par Vitaa, écrite et composée par Renaud Rebillaud et Gims, la production étant faite par Renaud Rebillaud. Elle est sortie le 28 août 2020 en tant que deuxième single de l'album sous le label Island Def Jam,.

## Contexte et sortie
Suivant la sortie de son troisième album Amigo et sa tournée en 2019, Kendji Girac déclare en juillet 2020 vouloir travailler avec Gims : « J'avais tout terminé, ma tournée, l'album, donc j'avais le champ libre. J'ai insisté : « Je veux travailler avec Gims ». Je lui ai envoyé 2, 3 messages, il m'a dit qu'il se mettait à fond pour m'écrire des chansons »,.
Le 26 août 2020, Kendji Girac dévoile un extrait de la chanson sur son compte Instagram. Dernier Métro est ensuite sortie le 28 août 2020 comme deuxième single de son quatrième album Mi vida, succédant au single Habibi.

## Paroles et composition
Dernier Métro, qui a été décrite comme une chanson pop latino aux « sonorités gypsy », traite « d'une histoire d'amour malheureuse qui s'est terminée tragiquement ».

## Clip vidéo
Le clip vidéo de la chanson, réalisé par Alexandre Moors, est sorti le 15 octobre 2020. Il a été tourné dans le Vaucluse, notamment dans le massif du Luberon à Oppède-le-Vieux et Ménerbes.

## Crédits
Crédits provenant de Tidal.

### Musiciens
- Kendji Girac – voix, chœurs, guitare, interprète associé
- Gims (Maître Gims) – voix, chœurs, écriture, composition, interprète associé
- Renaud Rebillaud  – écriture, composition, guitare, basse, claviers, interprète associé
- Vitaa – écriture

### Production
- Renaud Rebillaud – production, programmation, ingénieur d'enregistrement, personnel du studio
- Benjamin Savignoni – ingénieur de mastérisation, personnel du studio
- Jérémie Tuil – mixage audio, personnel du studio

## Classements hebdomadaires
| Classement (2020)                       | Meilleure position |
| --------------------------------------- | ------------------ |
| Belgique (Flandre Ultratop 50 Singles)  | Tip                |
| Belgique (Wallonie Ultratop 50 Singles) | 13                 |
| Belgique (Wallonie Ultratop 50 Airplay) | 10                 |
| France (SNEP)                           | 79                 |
| France (SNEP Radio)                     | 3                  |
| France (SNEP Ventes)                    | 11                 |
| Suisse (Charts Romandie)                | 6                  |

## Certification
| Pays                                                                       | Certification | Ventes certifiées |
| -------------------------------------------------------------------------- | ------------- | ----------------- |
| France (SNEP)                                                              | Or            | 15 000 000‡       |
| xNon précisé par la certification ‡ventes/streaming selon la certification |               |                   |

## Historique de sortie
| Région | Date         | Format                       | Label(s)           | Réf.  |
| ------ | ------------ | ---------------------------- | ------------------ | ----- |
| Divers | 28 août 2020 | - Téléchargement - streaming | - Island - Def Jam | [ 2 ] |